# Beuvrigny
Beuvrigny är en kommun i departementet Manche i regionen Normandie i norra Frankrike. Kommunen ligger i kantonen Tessy-sur-Vire som tillhör arrondissementet Saint-Lô. År 2022 hade Beuvrigny 130 invånare.

## Befolkningsutveckling
Antalet invånare i kommunen Beuvrigny
| Referens: INSEE |